# 林城镇 (长兴县)
林城镇是中华人民共和国浙江省湖州市長興縣下辖的一个镇。

## 行政区划
林城镇下辖以下村级行政区划单位：
林城社区、畎桥社区、向阳村、桥南村、方山窑村、姚洪村、永丰村、北汤村、上狮村、连心村、周吴岕村、午山岗村、石英村、天平桥村、塘南村、太傅村、阳光村、大云寺村、畎桥村、新华村、泥斗村和新星村。